# Smalnäbbad nightingaletangara
Smalnäbbad nightingaletangara (Nesospiza questi) är en fågel i familjen tangaror inom ordningen tättingar.

## Utbredning och systematik
Fågeln förekommer enbart på Nightingale Island i ögruppen Tristan da Cunha i södra Atlanten. Den behandlades tidigare ofta som en underart till N. acunhae och vissa gör det fortfarande.

### Familjetillhörighet
Liksom andra finkliknande tangaror placerades denna art tidigare i familjen Emberizidae. Genetiska studier visar dock att den är en del av tangarorna.

## Status
IUCN kategoriserar den som sårbar.